# No Air
No Air is de derde Amerikaanse, tweede internationale en eerste Nederlandse single van zangeres Jordin Sparks.

## Achtergrondinformatie
No Air, een duet tussen zangeres Jordin Sparks en R&B-zanger Chris Brown, is afkomstig van Sparks debuutalbum. Het nummer is geproduceerd door the Underdogs, kwam 30 mei 2008 uit en bereikte de negende plek in de Nederlandse Top 40. Wereldwijd is het voor beiden de best verkochte single.

## Verschijningsdata
In de Verenigde Staten kwam de single in februari 2008 al uit. De single werd op 17 april 2008 in het Verenigd Koninkrijk uitgebracht en zou in mei in de Nederlandse schappen liggen, maar dat werd uitgesteld. De single kwam uiteindelijk eind mei uit, alleen digitaal aangezien label Sony BMG dit met alle singles doet. No Air werd in augustus pas verkozen tot Alarmschijf, waarna het de Nederlandse Top 40 binnenkwam.

## Hitlijsten
No Air begon in december 2007 al de Amerikaanse hitlijsten te beklimmen, ruim twee maanden voor de single zou uitkomen. Dit werd mede-veroorzaakt door beginnende airplay van de radiostations. Met ruim 139.000 downloads haalde het nummer de 28ste plaats in de iTunes-hitlijst. Desondanks debuteerde het nummer laag, op de 95ste plaats. Mede door de officiële uitgave en het uitbrengen van een videoclip steeg het nummer uiteindelijk door naar de top drie in de Billboard Hot 100. Ook in de Britse UK Singles Chart behaalde het nummer de top drie.

## Videoclip
De videoclip van No Air werd op 23 januari 2008 in New York opgenomen. Een kleine week voor hij zou uitkomen, lekte de videoclip al op YouTube uit.

## Tracklist
| Nr. | Titel          | Producers        | Duur  |
| --- | -------------- | ---------------- | ----- |
| 1.  | No Air (Main)  | The Underdogs    | 04:24 |
| 2.  | Save Me (Main) | Fernando Garibay | 03:46 |

| Nr. | Titel                                   | Producers        | Duur  |
| --- | --------------------------------------- | ---------------- | ----- |
| 1.  | No Air (Main)                           | The Underdogs    | 04:24 |
| 2.  | Save Me (Main)                          | Fernando Garibay | 03:46 |
| 3.  | No Air (Benny Benassi "Pump-kin" Remix) | Benny Benassi    | 07:23 |
| 4.  | No Air (Jason Nevins Remix)             | Jason Nevins     | 07:23 |

| Nr. | Titel             | Producers     | Duur  |
| --- | ----------------- | ------------- | ----- |
| 1.  | No Air (Main)     | The Underdogs | 04:24 |
| 2.  | Tattoo (acoustic) | StarGate      | 03:47 |

| Nr. | Titel                 | Producers        | Duur  |
| --- | --------------------- | ---------------- | ----- |
| 1.  | No Air (Main)         | The Underdogs    | 04:24 |
| 2.  | Save Me (Main)        | Fernando Garibay | 03:46 |
| 3.  | No Air (Tiesto Remix) | Tiesto           | 07:40 |

| Nr. | Titel                                   | Producers        | Duur  |
| --- | --------------------------------------- | ---------------- | ----- |
| 1.  | No Air (Main)                           | The Underdogs    | 04:24 |
| 2.  | Save Me (Main)                          | Fernando Garibay | 03:46 |
| 3.  | No Air (Benny Benassi "Pump-kin" Remix) | Benny Benassi    | 07:23 |
| 4.  | No Air (Video)                          |                  | 04:48 |

## Versies
Er zijn vele remixen en een speciale akoestische versies verschenen ter promotie van de single.
- No Air (Albumversie) – 04:24
- No Air (Akoestisch) – 04:18
- No Air (Benny Benassi "Pump–kin" Remix) – 07:23
- No Air (Benny Benassi "Pump–kin" Remix Radio Edit) – 03:29
- No Air (Tiësto Remix) – 07:40
- No Air (Tiësto Radio Edit) – 04:21
- No Air (Jason Nevins Remix) – 07:28
- No Air (Jason Nevins Radio Edit) – 05:13
- No Air (Future Presidents Remix) – 04:58
- No Air (TONAL "Deep End" Remix) – 06:04
- No Air (TONAL "Deep End" Radio Edit) – 04:07
- No Air (Doug Grayson "Cruel Intentions" Remix) – 06:58
- No Air (Doug Grayson "Cruel Intentions" Radio Edit) – 04:33

## Hitnotering

### Nederlandse Top 40
| Hitnotering: 09-08-2008 t/m 25-10-2008 | Hitnotering: 09-08-2008 t/m 25-10-2008 | Hitnotering: 09-08-2008 t/m 25-10-2008 | Hitnotering: 09-08-2008 t/m 25-10-2008 | Hitnotering: 09-08-2008 t/m 25-10-2008 | Hitnotering: 09-08-2008 t/m 25-10-2008 | Hitnotering: 09-08-2008 t/m 25-10-2008 | Hitnotering: 09-08-2008 t/m 25-10-2008 | Hitnotering: 09-08-2008 t/m 25-10-2008 | Hitnotering: 09-08-2008 t/m 25-10-2008 | Hitnotering: 09-08-2008 t/m 25-10-2008 | Hitnotering: 09-08-2008 t/m 25-10-2008 | Hitnotering: 09-08-2008 t/m 25-10-2008 | Hitnotering: 09-08-2008 t/m 25-10-2008 |
| Week:                                  | 1                                      | 2                                      | 3                                      | 4                                      | 5                                      | 6                                      | 7                                      | 8                                      | 9                                      | 10                                     | 11                                     | 12                                     |                                        |
| -------------------------------------- | -------------------------------------- | -------------------------------------- | -------------------------------------- | -------------------------------------- | -------------------------------------- | -------------------------------------- | -------------------------------------- | -------------------------------------- | -------------------------------------- | -------------------------------------- | -------------------------------------- | -------------------------------------- | -------------------------------------- |
| Positie:                               | 21                                     | 15                                     | 13                                     | 10                                     | 12                                     | 11                                     | 9                                      | 12                                     | 19                                     | 22                                     | 22                                     | 33                                     | uit                                    |

### NederlandseSingle Top 100
| Hitnotering: 02-08-2008 t/m 08-11-2008 | Hitnotering: 02-08-2008 t/m 08-11-2008 | Hitnotering: 02-08-2008 t/m 08-11-2008 | Hitnotering: 02-08-2008 t/m 08-11-2008 | Hitnotering: 02-08-2008 t/m 08-11-2008 | Hitnotering: 02-08-2008 t/m 08-11-2008 | Hitnotering: 02-08-2008 t/m 08-11-2008 | Hitnotering: 02-08-2008 t/m 08-11-2008 | Hitnotering: 02-08-2008 t/m 08-11-2008 | Hitnotering: 02-08-2008 t/m 08-11-2008 | Hitnotering: 02-08-2008 t/m 08-11-2008 | Hitnotering: 02-08-2008 t/m 08-11-2008 | Hitnotering: 02-08-2008 t/m 08-11-2008 | Hitnotering: 02-08-2008 t/m 08-11-2008 | Hitnotering: 02-08-2008 t/m 08-11-2008 | Hitnotering: 02-08-2008 t/m 08-11-2008 | Hitnotering: 02-08-2008 t/m 08-11-2008 |
| Week:                                  | 1                                      | 2                                      | 3                                      | 4                                      | 5                                      | 6                                      | 7                                      | 8                                      | 9                                      | 10                                     | 11                                     | 12                                     | 13                                     | 14                                     | 15                                     |                                        |
| -------------------------------------- | -------------------------------------- | -------------------------------------- | -------------------------------------- | -------------------------------------- | -------------------------------------- | -------------------------------------- | -------------------------------------- | -------------------------------------- | -------------------------------------- | -------------------------------------- | -------------------------------------- | -------------------------------------- | -------------------------------------- | -------------------------------------- | -------------------------------------- | -------------------------------------- |
| Positie:                               | 51                                     | 23                                     | 22                                     | 20                                     | 19                                     | 21                                     | 17                                     | 29                                     | 32                                     | 44                                     | 44                                     | 55                                     | 53                                     | 74                                     | 82                                     | uit                                    |

### VlaamseUltratop 50
| Hitnotering: 06-09-2008 t/m 08-11-2008 | Hitnotering: 06-09-2008 t/m 08-11-2008 | Hitnotering: 06-09-2008 t/m 08-11-2008 | Hitnotering: 06-09-2008 t/m 08-11-2008 | Hitnotering: 06-09-2008 t/m 08-11-2008 | Hitnotering: 06-09-2008 t/m 08-11-2008 | Hitnotering: 06-09-2008 t/m 08-11-2008 | Hitnotering: 06-09-2008 t/m 08-11-2008 | Hitnotering: 06-09-2008 t/m 08-11-2008 | Hitnotering: 06-09-2008 t/m 08-11-2008 | Hitnotering: 06-09-2008 t/m 08-11-2008 | Hitnotering: 06-09-2008 t/m 08-11-2008 |
| Week:                                  | 1                                      | 2                                      | 3                                      | 4                                      | 5                                      | 6                                      | 7                                      | 8                                      | 9                                      | 10                                     |                                        |
| -------------------------------------- | -------------------------------------- | -------------------------------------- | -------------------------------------- | -------------------------------------- | -------------------------------------- | -------------------------------------- | -------------------------------------- | -------------------------------------- | -------------------------------------- | -------------------------------------- | -------------------------------------- |
| Positie:                               | 44                                     | 34                                     | 27                                     | 24                                     | 19                                     | 20                                     | 24                                     | 21                                     | 29                                     | 44                                     | uit                                    |

## Rochelle
No Air is de debuutsingle van X Factor 2011-winnaar Rochelle Perts. De single werd uitgebracht onder de titel Rochelle. Het nummer werd de dag na haar overwinning digitaal uitgebracht. Het nummer stond meteen op één in de iTunes Store. en in de Nederlandse Single Top 100. In de Top 40 kwam ze niet verder dan de tweede positie. In de derde week zakte ze van nummer 2 naar 18, de grootste val ooit vanaf nummer 2. Het vorige record was Het Huis Anubis van Nienke, dat van 2 naar 15 ging. Inmiddels is dit record gebroken door Chris Hordijk, die met Time after time van nummer 2 naar nummer 20 ging.

### Tracklist
Muziekdownload
1. "No Air" - 02:59

### Hitnoteringen

#### Nederlandse Top 40
| Positie: | 2 | 2 | 18 | 26 | 40 | uit |

### NederlandseSingle Top 100
| Hitnotering: 18-06-2011 t/m 30-07-2011 | Hitnotering: 18-06-2011 t/m 30-07-2011 | Hitnotering: 18-06-2011 t/m 30-07-2011 | Hitnotering: 18-06-2011 t/m 30-07-2011 | Hitnotering: 18-06-2011 t/m 30-07-2011 | Hitnotering: 18-06-2011 t/m 30-07-2011 | Hitnotering: 18-06-2011 t/m 30-07-2011 | Hitnotering: 18-06-2011 t/m 30-07-2011 | Hitnotering: 18-06-2011 t/m 30-07-2011 |
| Week:                                  | 1                                      | 2                                      | 3                                      | 4                                      | 5                                      | 6                                      | 7                                      |                                        |
| -------------------------------------- | -------------------------------------- | -------------------------------------- | -------------------------------------- | -------------------------------------- | -------------------------------------- | -------------------------------------- | -------------------------------------- | -------------------------------------- |
| Positie:                               | 1                                      | 6                                      | 25                                     | 27                                     | 46                                     | 59                                     | 74                                     | uit                                    |